# Halasinahalli, Hassan
Halasinahalli là một làng thuộc tehsil Hassan, huyện Hassan, bang Karnataka, Ấn Độ.